# Blaise Pichon
Pour les articles homonymes, voir Pichon.
Blaise Pichon est un historien et archéologue français né en 1974, spécialiste de la Gaule romaine. Il est maître de conférences en histoire romaine à l’université Clermont Auvergne de Clermont-Ferrand.

## Biographie
Blaise Pichon soutient sa thèse de doctorat en histoire ancienne intitulée « L'Empreinte de Rome dans l'ouest de la Gaule Belgique d'Auguste à la fin du IVe siècle » à l'université Paris X en 2005, sous la direction d’Hervé Inglebert.
Il a travaillé sur la question de la romanisation du nord des Gaules. Il a ensuite axé ses recherches sur l'urbanisation des Gaules et sur leurs mutation durant l'Antiquité tardive.
Depuis 2008 il préside le festival international du film d'archéologie d'Amiens.

## Publications

### Direction d'ouvrages collectifs
- Blaise Pichon et Stéphanie Guédon (dir.), Élites et territoires. Les Lémovices et leur territoire de l'âge du Fer au Moyen Âge, vol. 38, Siècles, 2013 (ISSN 2275-2129, lire en ligne)
- Stéphanie Guédon et Blaise Pichon (dir.), Les agglomérations secondaires. Les Lémovices et leur territoire de l'âge du Fer au Moyen Âge, vol. 33-34, Siècles, 2011 (ISSN 2275-2129, lire en ligne)

### Ouvrages
- Blaise Pichon, L'Aisne, Paris, Académie des inscriptions et belles-lettres, coll. « Carte archéologique de la Gaule » (no 02), 2002, 598 p. (ISBN 2-87754-081-2)
- Blaise Pichon, Amiens, Paris, Académie des inscriptions et belles-lettres, coll. « Carte archéologique de la Gaule » (no 80/1), 2009, 286 p. (ISBN 978-2-87754-231-9)
- Laurent Lamoine, Christian-Georges Schwentzel et Blaise Pichon, Le monde romain de 70 av. J.-C. à 73 apr. J.-C., Paris, SEDES, coll. « Pour les concours / Cours Histoire », 2014, 278 p. (ISBN 978-2-301-00457-4)

### Articles
- Blaise Pichon et Florian Baret, « Élites et agglomérations lémovices dans l’Antiquité : un état des lieux », Siècles, vol. 38,‎ 203 (ISSN 2275-2129, lire en ligne, consulté le 8 janvier 2021)
- Blaise Pichon, « Formes et rythmes de la romanisation dans l’Ouest de la Gaule Belgique », Pallas, no 80,‎ 2009, p. 317-350 (ISSN 0031-0387, lire en ligne, consulté le 8 janvier 2021)
- Blaise Pichon, « Des conflits entre et dans les cités », La Revue du projet, no 48,‎ juin 2015 (lire en ligne, consulté le 8 janvier 2021)
- Blaise Pichon, « La fin des cultes et des sanctuaires païens urbains en Belgique et en Lyonnaise (IIIe s. – début du Ve s. apr. J.-⁠C.) », Revue de l’histoire des religions, nos 2018-2,‎ 2018, p. 329-351 (ISSN 0035-1423, lire en ligne, consulté le 8 janvier 2021)

### Bande dessinée
- Jeff Pourquié et Blaise Pichon, Pax romana, Paris, La Découverte, coll. « Histoire dessinée de la France » (no 3), 2018 (ISBN 979-10-92530-42-1)